# Врилисија
Врилисија (грч. Βριλήσσια) је општина у Грчкој. По подацима из 2011. године број становника у општини је био 30.741.

## Становништво
| 2011.  |
| ------ |
| 30.741 |

## Партнерски градови
- Отвајлер